# Ousseynou Niang
Ousseynou Niang (Ziguinchor, 12 oktober 2001) is een Senegalees voetballer die sinds 2024 uitkomt voor Union Sint-Gillis.

## Clubcarrière
Niang maakte in het voorjaar van 2022 de overstap van Diambars FC, waar hij vanuit de jeugdopleiding was doorgestroomd naar de eerste ploeg, naar de Letse neo-eersteklasser FK Auda. Zijn ploegmaats Mor Talla en Mouhamed El Bachir Ngom maakten eveneens de overstap van Diambars naar Auda. In zijn eerste seizoen met Auda plaatste Niang zich voor de finale van de Letse voetbalbeker. In de finale tegen FK RFS leverde Niang de assist af voor het enige doelpunt van de wedstrijd, dat gescoord werd door Danills Ulimbasevs. Niang was in zijn debuutseizoen in de Virslīga goed voor vier competitiegoals.
In het voorjaar van 2023 was Niang een van de vele Auda-spelers die de overstap maakten naar Riga FC. Zijn eerste seizoen bij Riga begon hij met drie goals in dertien competitiewedstrijden. In mei 2023 liep hij een knieblessure op die hem voor de rest van het seizoen aan de kant hield. In het seizoen 2024 was hij in twintig competitiewedstrijden goed voor vijf goals en stond hij ook in het bekertoernooi en in de Conference League-voorronde telkens eenmaal aan het kanon.
In september 2024 ondertekende Niang een vierjarig contract met optie op een extra seizoen bij de Belgische vicelandskampioen Union Sint-Gillis.

## Interlandcarrière
Niang kwam uit voor verschillende jeugdcategorieën van Senegal. In 2017 nam hij met Senegal –20 deel aan het WK onder 20 in Zuid-Korea. Niang mocht op dat toernooi invallen in de eerste groepswedstrijd tegen Saoedi-Arabië (0-2-winst) en in de achtste finale tegen Mexico (1-0-nederlaag).
In februari 2019 verloor Niang met Senegal –20 de finale van de Afrika Cup onder 20. Niang, die in de kwartfinale tegen Burkina Faso (5-1-winst) als invaller een van de vijf Senegalese doelpunten scoorde, miste in de strafschoppenserie in de finale tegen Mali de laatste strafschop van Senegal. Later dat jaar werd hij opnieuw geselecteerd voor het WK onder 20, dat ditmaal plaatsvond in Polen. Niang mocht er invallen tijdens de eerste twee groepswedstrijden (tegen Tahiti en Colombia), die Senegal allebei winnend afsloot. In de derde groepswedstrijd (0-0 tegen Polen) stond hij voor het eerst in de basis. Na zijn invalbeurt tegen Nigeria in de achtste finale kreeg Niang opnieuw een basisplaats tegen Zuid-Korea in de kwartfinale. Senegal verloor de wedstrijd na strafschoppen, maar op dat moment was Niang al gewisseld.
1 Chambaere ·
4 Rasmussen ·
5 Mac Allister ·
6 Van De Perre ·
7 Kabangu ·
8 Lazare ·
9 Ivanović ·
10 El Hadj ·
11 Teklab ·
12 David ·
13 Rodríguez ·
14 Imbrechts ·
16 Burgess  ·
19 François ·
21 Castro-Montes ·
23 Boufal ·
24 Vanhoutte ·
25 Khalaili ·
26 Sykes ·
48 Leysen ·
77 Fuseini ·
85 Dony ·
Coach: Pocognoli
· Assistent-coach: Meert
· Assistent-coach: Kopyt
· Keeperstrainer: Hermans